# ベイリク

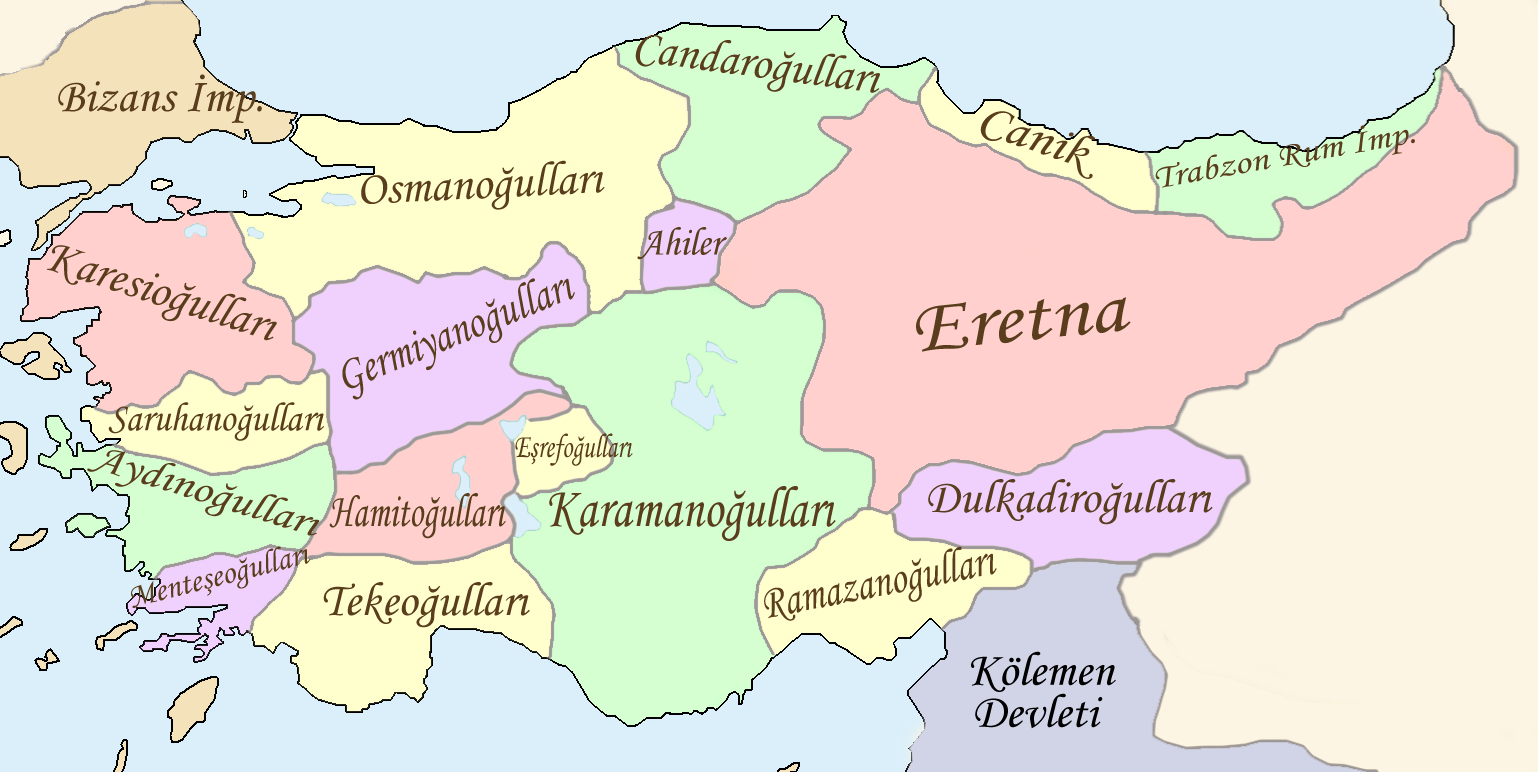
アナトリアに割拠するベイリク諸国

ベイリク（Beylik、オスマン語：طوائف ملوک Tevâif-i mülûk）とは、かつてアナトリア半島に割拠した国々。君侯国とも呼ばれ、ベイ（君侯、ベグ）と呼ばれる君主が治めた。11世紀末からルーム・セルジューク朝の凋落期の13世紀後半までに発生した。ベイリクとは「ベイ（Bey）の領地」を意味する。
アナトリア以外では16世紀に、オスマン帝国がチュニジア・アルジェリア沿岸に置いた大きな自治権を持つ摂政統治区にこの語が使われた。

## 歴史
1071年、マラズギルトの戦いでのセルジューク朝の東ローマ帝国への勝利とその後のアナトリアの征服の後、オグズ諸部族が今日のトルコへ定住し始めた。これに伴い、セルジューク朝のスルタン・アルプ・アルスラーンはセルジューク家の王族スライマーン・イブン＝クタルミシュをアナトリア（ルーム地方）に入植したオグズ系のアミールたちを統括させるために派遣し、スラーマーンの子孫たちはルーム地方を根拠地としてルーム・セルジューク朝を樹立する。クルチ・アルスラーン1世以降コンヤに都を置くルーム・セルジューク朝は東ローマ帝国に対する安全を確実にするために、これらの部族、特に辺境の部族を使い、ベイの領地をウチ・ベイ（uç beyi）またはウジ・ベギ（uj begi）と呼んだ。これらの部族は軍事的・経済的援助を受ける代わりにセルジューク朝について戦い、完全な主権を持っていたかの様に活動した。
しかし13世紀に入り後継者争いに加え東からのモンゴル帝国の侵攻とキョセ・ダグの戦いでの敗北によりルーム・セルジューク朝の勢力は衰え、ルーム・セルジューク朝は周辺のアルメニア王国やグルジア王国、イラン高原の他の地方政権ともどもモンゴル帝国に帰順した。さらに1250年代にはフレグの西方遠征によって、アナトリア（ルーム地方）はイルハン朝の領土に組み込まれ、この地域は徐々にモンゴル王侯の勢力下に置かれるようになった。ルーム・セルジューク朝の権威が衰退することになったが、これはベイが公然と主権を主張することに繋がった。コンヤへの中央集権が衰退すると多くのベイがアタベグ（かつてのセルジューク朝系の地方君主）や他のムスリムの宗教指導者やモンゴルより逃れてきたペルシャやトルキスタンの戦士達と力を合わせ東ローマ帝国を侵略して首長国群を設立した。彼らの新しい領土の支配を保つために、モンゴルから逃れたペルシャやトルキスタンの戦士をガーズィーとして雇った。ガーズィーによって諸ベイリクは拡大し、東ローマは弱小化していった。こうしてトルコ人の多くがアナトリア西部に定住した。東ローマ、ジェノヴァ人、テンプル騎士団との間の争いの中で更に新しく半島西部にベイリクがつくられていった。
トルコ人は1300年までにエーゲ海沿いにまで達した。初期の頃、最も勢力のあったのが中央部にあったカラマン侯国とゲルミヤン侯国であった。オスマン帝国はその頃、北西部のソユト周辺にあったオスマン侯国という小国に過ぎなかった。エーゲ海沿いには北から順にカレスィ侯国、サルハン侯国、アイドゥン侯国、メンテシェ侯国、テケ侯国があった。黒海沿いのカスタモヌおよびスィノプ周辺はジャンダル侯国（イスフェンディヤルとも）が支配していた。
1308年にルーム・セルジューク朝最後の王族マスウード2世の死去により同王朝は断絶した。これはアナトリアのベイリクを直接抑える存在が消滅した事を意味し、各地のベイリクはイルハン朝の支配の間隙を縫ってたびたび独自に外征や紛争を頻発するようになった。特に14世紀半ばにイルハン朝が断絶した結果、イルハン朝の領土であったイラン高原からアナトリアにかけて、ベイリク以外にも、ムザッファル朝、カラコユンル朝、アクコユンル朝などの地方政権が乱立し、本格的な群雄割拠状態になった。
その名祖となったオスマン1世の統治下でオスマン侯国は14世紀の初頭にマルマラ海の西と南の東ローマ領土を蚕食した。更に隣接するカレスィを併合し、1354年にルメリアに進出。カラマンに匹敵する力を身に付け、最強のベイリクとなった。14世紀の終わり頃にはオスマンは領土購入と婚姻同盟によってアナトリアの領土を更に広げた。その頃カラマンは他のベイリクやマムルーク朝、白羊朝、トゥルクマーン、トレビゾンド帝国、東ローマ、ハンガリーと組んで盛んにオスマンを攻撃していたが常に失敗に終わり、衰退していった。14世紀末までにオスマンはカラマンの大部分とその他の小ベイリクを征服していた。1402年のアンカラの戦いでティムール朝に敗北するとオスマンの拡大は一時的に止まり、ティムールによってオスマンに併合されたベイリクが再興された。
しかしメフメト1世の治世でオスマンは持ち直し、息子ムラト2世はベイリクのほとんどを約25年の間に統一した。カラマンもメフメト2世により併合され、セリム1世は1515年マムルーク朝への行軍の際ラマザン侯国とドゥルカディル侯国を征服した。その息子スレイマン1世は1534年に現在のトルコにあたる領域を完全に統一した。それまでのベイリクの多くは、オスマン帝国の行政区分の基となった。

## ベイリクの一覧

### アナトリア西部
- カレスィ侯国 - バルケスィルを治めた。
- サルハン侯国 - 1300年前後に成立。マニサを治めた。
- アイドゥン侯国 - 1308年にゲルミヤン侯国より独立、ビルギを治めた。
- メンテシェ侯国 - ムーラを治めた。
- サヒブ・アタ侯国 - アフィヨンカラヒサールを治めた。
- ハミド侯国 - 現在のウスパルタ県の都市エイルディル、ウスパルタを治めた。
- テケ侯国 - ハミド侯国の建国者デュンダル・ベイの兄弟ユヌスが興した。アンタルヤ、コルクテリを治めた。
- ゲルミヤン侯国 - キュタヒヤ、マラティヤを治めた。1428年にオスマン帝国に併合され滅亡。

### アナトリア北部
- ジャンダル侯国（イスフェンディヤル侯国） - イルハン朝より独立。カスタモヌ、サフランボルを治めた。1461年にオスマン帝国に併合される。
- ペルヴァーネ侯国 - ルーム・セルジューク朝の宰相（ペルヴァーネ）の一族が統治した。スィノプを治めた。1322年ごろ、ジャンダル侯国に征服される。
- エレトナ侯国 - イルハン朝のウイグル系軍人エレトナが建国。1380年に宰相のブルハネッディン・アフメドが簒奪。スィヴァス、カイセリを治めた。1398年にオスマン帝国に併合された。
- アンカラのアヒ同業組合 - アンカラを治めた小国。ベクタシュ教団の影響下にあるギルドが中核となって統治したため、宗教的な連帯感を持つ商業共和国であった。1354年にオスマン帝国に併合された。

### アナトリア南部
- カラマン侯国 - 1270年代にルーム・セルジューク朝の政変に介入、1327年に独立。カラマン、コンヤを治めた。1471年にオスマン帝国に併合され滅亡。
- ドゥルカディル侯国 - マラティヤ、ハルプートを治めた。1515年にオスマン帝国に併合され滅亡。
- ラマザン侯国 - スィス、アダナを治めた。1515年にオスマン帝国に併合され滅亡。